# Ctenus palembangensis
Ctenus palembangensis är en spindelart som beskrevs av Embrik Strand 1906. Ctenus palembangensis ingår i släktet Ctenus och familjen Ctenidae. Inga underarter finns listade i Catalogue of Life.